# 董家河乡 (信阳市)
董家河乡是中国河南省信阳市浉河区下辖的一个乡。

## 行政区划
董家河乡下辖：董家河街居委会、谢畈村、楼房村、睡仙桥村、刘湾村、陈湾村、佘庙村、高岭村、楼畈村、李湾村、胡湾村、耙过塘村、清塘村、石畈村、塔耳湾村、驼店村、河口村、何湾村、黄龙寺村、孔畈村、三角山村、白马山村、车云村、集云村、云雾村。